# Anthony Page (réalisateur)
Pour les articles homonymes, voir Anthony Page et Page.
Anthony Page est un réalisateur britannique né le 21 septembre 1935 à Bangalore en Inde.

## Filmographie partielle
- 1970 : Rebel : Tommy Trafler
- 1974 : Alpha Beta
- 1974 : The Missiles of October
- 1977 : Jamais je ne t'ai promis un jardin de roses (nommé lors de la 50e cérémonie des Oscars)
- 1978 : Absolution (en)
- 1979 : Une femme disparaît (remake)
- 1984 : Défense d'aimer
- 1986 : Monte Carlo (mini-série télévisée)
- 1988 : Scandal in a Small Town (téléfilm)